# 袁方 (社会学家)
袁方（1918年2月11日—2000年6月14日），男，湖南汉寿人，中国社会学家，北京大学社会学系首届系主任。主要研究中国的人口与劳动问题，包括社会学研究方法、劳动社会学、人口学、社会保障、社会工作和老年学等。

## 生平
1918年农历正月初一出生于湖南汉寿安乐乡。1927年至1934年进入常德省立第三中学附属小学、初中学习。1937年，正在上高中的袁方因写文章讽刺当时湖南省主席的“复古读经”的活动，被校方以“思想激进，不尊师重教”为由取消学籍，不得不转入岳云中学。此事激发了他的思考，并促成他最终从文学转向社会学。高中毕业前报考国立西南联合大学社会学系并被录取。
1938年8月，袁方前往国立西南联合大学学习社会学，师从陈达、潘光旦、李景汉、吴泽霖等社会学家。1942年留校任助教。1952年院系调整，社会学被取消。之后的近三十年里，主要从事劳动社会学。1979年至1982年担任新恢复的北京经济学院劳动经济系的系主任。
1979年，费孝通向他提出重建社会学的问题。1981年被选为北京市社会学会的副会长兼秘书长；1982年，北京大学社会学系建立，任首届系主任、学术委员会主任。
2000年6月14日凌晨2时，因病抢救无效逝世。

## 贡献

### 劳动社会学
袁方继承陈达的社会调查精神，做了大量的劳工调查。西南联大期间和抗战胜利后，和陈达等人在昆明、上海、成都和北京等地进行工人调查，整理成《上海工人生活史个案研究》、《上海市工会》、《成都手工业》、《北京地毯业》等专题调查研究报告。
此外，他还培养了一大批从事中国劳动事业的学者和工作者。

### 社会工作
袁方是中国社会工作专业恢复重建时的关键人物，是中国社会工作教育协会创会会长。他提出社会学理论为社会工作提供基础，社会工作应该以社会福利和社会保障制度为依托，必须面向困难群体开展社会工作。社会工作应该向专业化方向发展，并且社会工作教育要与实际部门密切结合。他的思想在社会工作专业恢复重建中发挥了指引方向的重要作用。